# Пропашное
Пропашное (укр. Пропашне) — село,
Павловский сельский совет,
Солонянский район,
Днепропетровская область,
Украина.
Код КОАТУУ — 1225085004. Население по переписи 2001 года составляло 244 человека .

## Географическое положение
Село Пропашное находится в 3,5 км от правого берега реки Любимовка и в 3,5 км от левого берега реки Камышеватая Сура,
на расстоянии в 1 км расположены сёла Цветущее и Мирное.
По селу протекает пересыхающий ручей с запрудой.